# Sébastien Slodtz
Pour les articles homonymes, voir Slodtz.

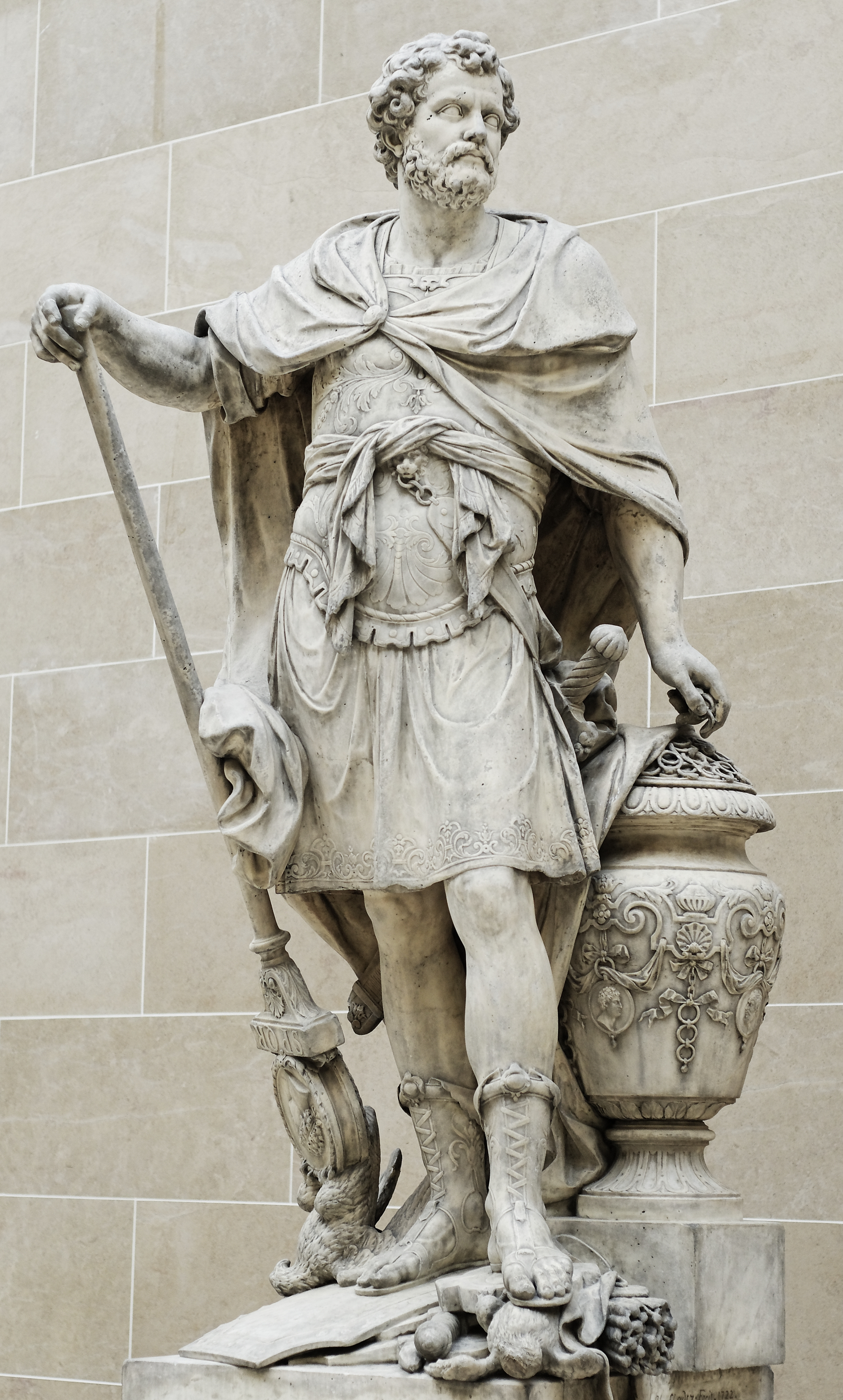
Hannibal Barca par Sébastien Slodtz pour le château de Versailles, 1704 (Musée du Louvre)

Sébastien Slodtz, né en 1655 à Anvers et mort le 8 mai 1726 à Paris, est un sculpteur du baroque français.
Élève de François Girardon, il travailla avec lui au décor du château de Versailles et de son parc, ainsi qu'au Palais des Tuileries.

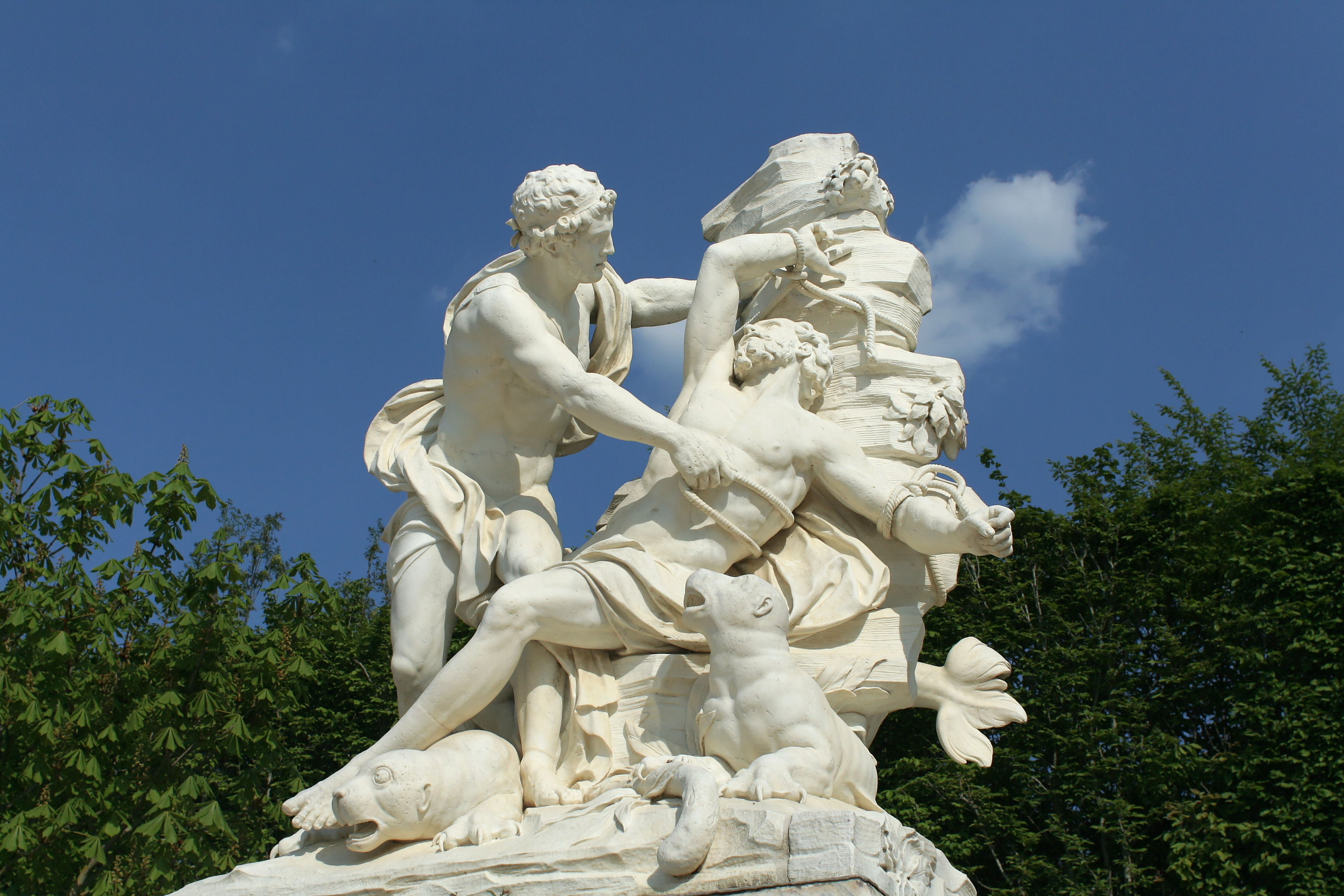
Aristée et Protée par Sébastien Slodtz, demi-lune du bassin d'Apollon, Parc de Versailles.

Ses obsèques ont lieu dans l'église Saint-Germain-l'Auxerrois de Paris.
Il est le père de Michel-Ange Slodtz. Pierre de L'Estache fut l'un de ses élèves.